# العلاقات السعودية الغانية
العلاقات السعودية الغانية هي العلاقات الثنائية بين المملكة العربية السعودية وجمهورية غانا، وقد بدأت هذه العلاقات الدبلوماسية في بداية الستينات، حيث يوجد تمثيل دبلوماسي للمملكة من خلال سفارتها في أكرا العاصمة الغانية ويقابلها تمثيل دبلوماسي لجمهورية غانا من خلال سفارتها في الرياض والقنصلية العامة في جدة، واستمر التعاون المشترك والاحترام المتبادل بين البلدين حتى مع تعدد الحركات الانقلابية وتغير الحكومات في غانا، حيث أن الجانبين يتفقان في العديد من المحافل الدولية على ذات المواقف تجاه القضايا الهامة مثل قضية الشرق الأوسط.
ولا يقتصر التعاون على المجال السياسي فإن الصندوق السعودي للتنمية يعد من المساهمين في عدد من المشاريع التنموية في جمهورية غانا بقيمة 391.65 مليون ريال سعودي. من أبرز المشاريع التي تقدم المملكة دعمها لغانا فيها هي مشروع ترميم وتوسعة مستشفى بولقاتانقا الإقليمي، ومشروع مد الشبكة الكهربائية للمناطق الشمالية، بالإضافة إلى ترميم مينائى تيما وتاكورادى، كما يشمل الدعم مشروع إنشاء مركز الحوادث بمستشفى كورلي بو التعليمي في أكرا/ المرحلة الأولى، ومعهد العلوم في أكرا، وأيضاً مشروع طريق تيج كوارشي ومامفي وغيرها من المشاريع.
وعلى الصعيد العلمي والعملي فإنه يتواجد في المملكة عدد من الغانيين الذين يعملون في قطاعات متعددة منها قطاع النفط والطب، وهناك أيضاً عدد من الطلاب الغانيين الذين يواصلون تعليمهم في الجامعات السعودية.

## العلاقات الاقتصادية بين البلدين
وتساهم المملكة عبر الصندوق السعودي في دعم وتعزيز التنمية الاقتصادية في غانا بقيمة 15 مليون ريال سعودي، كما يجمع بين الدولتين تبادل تجاري وصل في عام 2016م إلى 255 مليون ريال سعودي منها واردات بقيمة 21 وصادرات بقيمة 234 بينما في عام 2017 م ارتفع حجم التبادل بين السعودية وغانا ليصل إلى 324 كانت الواردات منها بنحو 22 مليون ريال سعودي والصادرات بنحو 302 مليون ريال سعودي.